# Pescara
Pescara é uma comuna italiana da região dos Abruzos, província de Pescara, com cerca de 115.197 habitantes. Estende-se por uma área de 33 km², tendo uma densidade populacional de 3491 hab/km². Faz fronteira com Chieti (CH), Francavilla al Mare (CH), Montesilvano, San Giovanni Teatino (CH), Spoltore.
A temperatura media do mes de janeiro e' de +7,2 graus, a do mes de julho e' de +24,8. Pescara tem um aeroporto: o aeroporto internacional de Abruzos.

## Demografia
| Variação demográfica do município entre 1861 e 2011                               |
|                                                                                   |
| Fonte: Istituto Nazionale di Statistica (ISTAT) - Elaboração gráfica da Wikipedia |